# جوشوا ريتشموند
جوشوا ريتشموند (بالإنجليزية: Joshua Richmond)‏ هو لاعب رماية أمريكي، ولد في 19 ديسمبر 1985 في ساير في الولايات المتحدة.

## وصلات خارجية
- جوشوا ريتشموند على موقع الاتحاد الدولي (الإنجليزية)
- جوشوا ريتشموند على موقع أوليمبيديا (الإنجليزية)
- جوشوا ريتشموند على موقع اللجنة الأولمبية والبارالمبية الأمريكية (الإنجليزية)